# Epidendrum rhombochilum
Epidendrum rhombochilum är en orkidéart som beskrevs av Louis Otho Otto Williams. Epidendrum rhombochilum ingår i släktet Epidendrum och familjen orkidéer.
Artens utbredningsområde är Ecuador. Inga underarter finns listade i Catalogue of Life.